# Vîhoda, Zalișciîkî
Vîhoda (în ucraineană Вигода) este un sat în comuna Duniv din raionul Zalișciîkî, regiunea Ternopil, Ucraina.

## Demografie
Componența lingvistică a localității Vîhoda
     Ucraineană (99,76%)
     Alte limbi (0,24%)
Conform recensământului din 2001, majoritatea populației localității Vîhoda era vorbitoare de ucraineană (99,76%), existând în minoritate și vorbitori de alte limbi.